# Eugene Aram
Eugene Aram (* 1704 in Ramsgill, Yorkshire; † 6. August 1759 in York) war ein englischer Philologe, der des Mordes überführt und hingerichtet wurde.

## Frühe Jahre
Aram, der nur eine geringe Schulausbildung genossen hatte, erwarb sich autodidaktisch bedeutende Kenntnisse. Sein Vater war einfacher Gärtner, so dass sich seine Eltern eine weiterführende Schule nicht leisten konnten. In seiner Jugend heiratete er und arbeitete als Schullehrer in Netherdale, während er sich nebenbei im Selbststudium Griechisch und Latein beibrachte. Im Jahr 1734 verlegte er die Schule nach Knaresborough und gab sie dann nach 1745 auf. Zur gleichen Zeit verschwand ein enger Freund von Aram namens Daniel Clark, nachdem er eine größere Menge an Gütern von einigen lokalen Händlern erhalten hatte. Verdächtigungen gab es auch gegen Aram, in dessen Garten sich einige der verschwundenen Waren fanden. Doch die Beweise reichten für eine Verurteilung nicht aus, er wurde entlastet und bald nach London entlassen. Seine Frau ließ er zurück.
Anschließend führte er ein unstetes Leben als Privatlehrer. Er reiste durch weite Teile Englands und arbeitete gelegentlich in verschiedenen Schulen als Aushilfslehrer. Schließlich ließ er sich in einer Schule in King’s Lynn, Norfolk, anstellen. Während seiner Reisezeit hatte er eine große Menge Material für eine geplante Veröffentlichung eines multilingualen Etymologischen Wörterbuchs, A Comparative Lexicon of the English, Latin, Greek, Hebrew and Celtic Languages, zusammengetragen. Er war offenbar sprachlich sehr talentiert, da er die Beziehung der Keltischen Sprache zu anderen europäischen Sprachen erkannte, was allerdings von den zeitgenössischen Sprachwissenschaftlern völlig ignoriert wurde. Auch konnte er die Abhängigkeit der lateinischen von der griechischen Sprache beschreiben.

## Verurteilung
Im Februar 1758 wurde in Knaresborough ein Skelett ausgegraben und einige vermuteten, dass es sich dabei um Dan Clark handelte. Arams Ehefrau hatte mehr als einmal angedeutet, dass ihr Mann und ein Mann namens Houseman über das Verschwinden von Clark Bescheid wüssten. 1759 wurde Aram des Mordes angeklagt und trotz seiner glänzenden Verteidigungsrede verurteilt. Er führte an, dass schon bei anderen Gelegenheiten Knochen gefunden worden waren, die sich als jene von Einsiedlern erwiesen hatten.
Am 6. August 1759, drei Tage nach dem Prozess, wurde Eugene Aram am Galgen aufgehängt. In der Zelle gestand er seine Tat und erläuterte seine Motive. Er sagte aus, dass Clark und seine eigene Ehefrau eine unzüchtige Beziehung gehabt hätten. In der Nacht vor seiner Exekution versuchte er Selbstmord zu begehen, indem er sich die Armvenen öffnete.

## Inspirationen
Sein Schicksal inspirierte den Dichter Thomas Hood zu seiner Ballade The Dream of Eugene Aram (1831) und den Romancier Edward Bulwer-Lytton zu Eugene Aram (1832). Der bekannte Bühnenautor William Gorman Wills schrieb 1873 das Theaterstück Eugene Aram.